# Frederico Guilherme IV da Prússia
Frederico Guilherme IV (Berlim, 15 de outubro de 1795 – Potsdam, 2 de janeiro de 1861) foi o Rei da Prússia de 1840 até a sua morte. Eleito Imperador dos Alemães pelo Parlamento de Frankfurt em 1848, durante o curto Império Alemão. Foi o primogênito e o sucessor de Frederico Guilherme III. Em 1847, fez um acordo com os liberais em que os burgueses lhe dariam a verba para a construção de uma ferrovia e, em troca, ele convocaria uma Assembleia para que fossem votados diversos assuntos, inclusive a formação de um parlamento eleito pelo povo. Porém, quando percebeu que a maioria dos participantes era liberal, dissolveu a Assembleia. Em 1848 — época de revoluções por toda a Europa — ocorreu na Prússia o primeiro movimento liberal pela unificação da Alemanha. A agricultura não estava produzindo o suficiente, o que inflacionou os produtos e gerou uma crise social, ocasionando movimentos pela unificação por todo o território